# 62 Leonis
62 Leonis, eller p3 Leonis, är en orange jätte i stjärnbilden Lejonet.
62 Leonis har visuell magnitud +5,93 och är svagt synlig för blotta ögat vid god seeing. Den befinner sig på ett avstånd av ungefär 605 ljusår.